# Dolovo (Wojwodina)
Dolovo (cyr. Долово) – wieś w Serbii, w Wojwodinie w okręgu południowobanackim, w mieście Pančevo. W 2011 roku liczyła 6146 mieszkańców.